# Herwig Ebner
Herwig Ebner (* 4. August 1928 in Niklasdorf; † 1. Februar 2010 in Graz) war ein österreichischer Historiker.

## Leben
Herwig Ebner erlebte in der Kindheit und Jugend den Nationalsozialismus mit Flucht und Verfolgung und wurde frühzeitig zum Kriegsdienst eingezogen. Nach dem Krieg maturierte er in Leoben und studierte bis 1950 Geschichte an der Universität Graz und legte die Staatsprüfung am Institut für Österreichische Geschichtsforschung in Wien ab.
Nach dem Studium unterrichtete er an einem Gymnasium in Wien Geschichte und Geografie. Nebenberuflich dissertierte er bei Hermann Wiesflecker über Die Besitzverhältnisse des Nonnenklosters Göss in der Steiermark. 1965 wurde er Assistent bei Friedrich Hausmann, 1969 habilitierte er sich in den Fächern Geschichte des Mittelalters und für die Historischen  Hilfswissenschaften, 1974 auch für die Fächer Wirtschafts- und Sozialgeschichte des Mittelalters und der Neuzeit.

## Publikationen (Auswahl)
- Die steirischen Tabore. Österreichische Akademie der Wissenschaften Wien, Kommission für Burgenforschung Nr. 4, 1955.
- Von den Edlingern in Innerösterreich. Archiv für vaterländische Geschichte und Topographie – Band 47, Verlag des Geschichtsvereines für Kärnten, Klagenfurt 1956.
- Die Primaresburg. Österreichische Akademie der Wissenschaften Wien, Kommission für Burgenforschung Nr. 5, 1956.
- Das freie Eigen. Ein Beitrag zur Verfassungsgeschichte des Mittelalters. Geschichtsverein für Kärnten, Klagenfurt 1969.
- Burgen und Schlösser im Ennstal und Murboden. Pläne von Adalbert Klaar, Werner Knapp, Birken-Verlag, Wien 1963.
- Burgen und Schlösser in Graz, Leibnitz, West-Steiermark. Zeichnungen von Ferdinand Dorner, Birken-Verlag, Wien 1967.
- Burgen und Schlösser im Mürztal und Leoben. Pläne von Adalbert Klaar, Werner Knapp, Birken-Verlag, Wien 1965.
- Mürztal und Leoben. Zeichnungen von Ferdinand Dorner, Pläne von Adalbert Klaar, Burgen und Schlösser in der Steiermark 2, Birken-Verlag, Graz 1979, ISBN 3-85030-039-0.
- als (Hrsg.): Beiträge zur Burgen- und Herrschaftsgeschichte sowie zur Genealogie obersteirischer Adelsfamilien. Historische Landeskommission für Steiermark, Graz 1974.
- als Hrsg.: Festschrift Friedrich Hausmann. Graz 1977.
- Graz, Leibnitz, West-Steiermark. Birken-Verlag, Graz 1981, 2. erweiterte Auflage, ISBN 3-85030-028-5.
- Grazer Gastlichkeit. Beiträge zur Geschichte des Beherbergungs- u. Gastgewerbes in Graz. Publikationsreihe des Grazer Stadtmuseums – Band 4, Leykam, Graz 1985, ISBN 3-7011-7160-2.
- Burgen und Schlösser im Ennstal und Murboden. Zeichnungen von Ferdinand Dorner, Birken-Verlag, Wien 1975, 2. erweiterte Auflage.
- als (Hrsg.): Forschungen zur Landes- und Kirchengeschichte. Festschrift Helmut J. Mezler-Andelberg zum 65. Geburtstag. Institut für Geschichte, Graz 1988, ISBN 3-85375-001-X.
- als (Hrsg.): Geschichtsforschung in Graz. Festschrift zum 125-Jahr-Jubiläum des Instituts für Geschichte der Karl-Franzens-Universität Graz. Institut für Geschichte, Graz 1990.
- als (Hrsg.): Forschungen zur Geschichte des Alpen-Adria-Raumes. Festgabe für Othmar Pickl zum 70. Geburtstag. Aufsatzsammlung, Schriftenreihe des Instituts für Geschichte – Band 9, Graz 1997, ISBN 3-85375-016-8.
- mit Herfried Marek, Ewald Neffe: Burgen & Schlösser in der Steiermark. Bildband, Marek und Neffe, Wörschbach 2004, ISBN 3-9501573-1-X.